# Prix de France Speed Race
Pour les articles homonymes, voir Grand Prix de France.
Le Prix de France Speed Race — Prix de France jusqu'en 2012,, puis Grand Prix de France ,, jusqu'en 2020  — est une course hippique de trot attelé se déroulant chaque année depuis 1956, année de sa création,, le premier ou le deuxième dimanche du mois de février sur l'hippodrome de Vincennes à Paris.
C'est une course internationale de groupe I réservée aux chevaux âgés de 4 à 11 ans inclus, hongres exclus, ayant gagné au moins 130 000 € (conditions en 2025). Sont seules admises à les driver les personnes ayant gagné au moins trente-cinq courses dont dix au trot attelé.
Sa première édition se déroule le dimanche 2 février 1956, et remplace alors dans le calendrier le Prix de Belgique, course moins bien dotée dont le nom sera repris pour une épreuve préparatoire au Prix d'Amérique à la fin des années 1970.
Le Prix de France se court depuis 1979 sur la distance de 2 100 mètres, sur la grande piste de l'hippodrome de Vincennes, départ derrière l'autostart. À l'origine, la distance était de 2 250 mètres. L'allocation 2025 est de 400 000 €, dont 180 000 € pour le vainqueur.
Elle est la troisième étape de l'UET Élite circuit. Elle était une étape du Grand Circuit européen de trot.
Le record de la course est détenu depuis 2024 par Idao de Tillard, avec une réduction kilométrique de 1'09"4, battant celle de Kool du Caux qui a gardé dix-sept ans le record (1'09"7, en 2007).
Depuis octobre 2020, cette course fait partie des « Prix d'Amérique Races », neuf rencontres composées de six épreuves qualificatives (Qualif 1 Prix de Bretagne, Qualif 2 Prix du Bourbonnais, Qualif 3 Critérium continental, Qualif 4 Prix Ténor de Baune, Qualif 5 Prix de Bourgogne et Qualif 6 Prix de Belgique) puis de trois courses au sommet : « la Legend Race », la « Speed Race » et la « Marathon Race ». En 2023, la compétition a été renommée Amérique Races PMU.
Les quatre premiers des Qualif 1 Prix de Bretagne, Qualif 2 Prix du Bourbonnais, Qualif 5 Prix de Bourgogne et Qualif 6 Prix de Belgique sont automatiquement qualifiés pour cette course.
Les vainqueurs des Qualif 3 Critérium continental, Qualif 4 Prix Ténor de Baune sont également qualifiés.

## Palmarès
| Année | Vainqueur          | S/A  | Pays       | Père             | Driver               | Entraîneur            | Propriétaire              | Deuxième           | Troisième          | Réd.km |
| ----- | ------------------ | ---- | ---------- | ---------------- | -------------------- | --------------------- | ------------------------- | ------------------ | ------------------ | ------ |
| 2025  | Go on Boy          | M.9  | France     | Password         | Romain Derieux       | Romain Derieux        | Écurie Nixonn             | Inmarosa           | Don Fanucci Zet    | 1'10"1 |
| 2024  | Idao de Tillard    | M.6  | France     | Sévérino         | Clément Duvaldestin  | Thierry Duvaldestin   | Cyril Sevestre            | Go On Boy          | Ampia Mede Sm      | 1'09"4 |
| 2023  | Ampia Mede Sm      | F.7  | Italie     | Ganymède         | Franck Nivard        | Fabrice Souloy        | Scuderia Se.Fin.          | Vivid Wise As      | Hohneck            | 1'10"2 |
| 2022  | Vivid Wise As      | M.8  | Italie     | Yankee Glide     | Matthieu Abrivard    | Alessandro Gocciadoro | Scuderia Bivans           | Délia du Pommereux | Zacon Gio          | 1'09"7 |
| 2021  | Délia du Pommereux | F.8  | France     | Niky             | Éric Raffin          | Sylvain Roger         | Noël Lolic                | Face Time Bourbon  | Aetos Kronos       | 1'09"8 |
| 2020  | Davidson du Pont   | M.7  | France     | Pacha du Pont    | Jean-Michel Bazire   | Jean-Michel Bazire    | Écurie Albert Rayon       | Face Time Bourbon  | Délia du Pommereux | 1'11"1 |
| 2019  | Readly Express     | M.7  | Suède      | Ready Cash       | Björn Goop           | Timo Nurmos           | O. Carlsson & Lavec AB    | Uza Josselyn       | Bold Eagle         | 1'10"3 |
| 2018  | Bélina Josselyn    | F.7  | France     | Love You         | Jean-Michel Bazire   | Jean-Michel Bazire    | Yvan Bernard              | Bold Eagle         | Briac Dark         | 1'10"2 |
| 2017  | Bold Eagle         | M.6  | France     | Ready Cash       | Franck Nivard        | Sébastien Guarato     | Pierre Pilarski           | Timoko             | Voltigeur de Myrt  | 1'10"9 |
| 2016  | Bold Eagle         | M.5  | France     | Ready Cash       | Franck Nivard        | Sébastien Guarato     | Pierre Pilarski           | Timoko             | Voltigeur de Myrt  | 1'10"7 |
| 2015  | Timoko             | M.8  | France     | Imoko            | Björn Goop           | Richard Westerink     | Richard Westerink         | Texas Charm        | Linda di Casei     | 1'11"4 |
| 2014  | Noras Bean         | M.9  | Suède      | Super Arnie      | Björn Goop           | Ulf Stenströmer       | Stall Asunden HB          | Univers de Pan     | Tiégo d'Étang      | 1'12"1 |
| 2013  | Ready Cash         | M.8  | France     | Indy de Vive     | Franck Nivard        | Th. Duvaldestin       | Philippe Allaire          | Royal Dream        | Timoko             | 1'11"4 |
| 2012  | Royal Dream        | M.7  | France     | Love You         | Jean-Philippe Dubois | Philippe Moulin       | Éc. Victoria Dreams       | Main Wise As       | Ready Cash         | 1'11"6 |
| 2011  | Ready Cash         | M.6  | France     | Indy de Vive     | Franck Nivard        | Th. Duvaldestin       | Philippe Allaire          | Maharajah          | Lana del Rio       | 1'10"3 |
| 2010  | Meaulnes du Corta  | M.10 | France     | Voici du Niel    | Pierre Levesque      | Pierre Levesque       | J.-P. Barjon              | Première Steed     | Queen's Glory      | 1'11"7 |
| 2009  | Meaulnes du Corta  | M.9  | France     | Voici du Niel    | Pierre Vercruysse    | Pierre Levesque       | J.-P. Barjon              | Nouba du Saptel    | Opal Viking        | 1'11"6 |
| 2008  | Exploit Caf        | M.7  | Italie     | Toss Out         | Jean-Michel Bazire   | Fabrice Souloy        | Scuderia Sa.For.          | Meaulnes du Corta  | Orla Fun           | 1'10"7 |
| 2007  | Kool du Caux       | M.9  | France     | Bijou du Bignon  | Franck Nivard        | Fabrice Souloy        | J.Villetorte              | Kesaco Phedo       | Opal Viking        | 1'09"8 |
| 2006  | Jag de Bellouet    | M.9  | France     | Viking's Way     | Christophe Gallier   | Christophe Gallier    | Michel Gallier            | Gigant Neo         | Kazire de Guez     | 1'11"6 |
| 2005  | Naglo              | M.6  | Suède      | Coktail Jet      | Örjan Kihlström      | Stefan Hultman        | Stall Carall              | Ilster d'Espiens   | Kazire de Guez     | 1'12"2 |
| 2004  | Naglo              | M.5  | Suède      | Coktail Jet      | Örjan Kihlström      | Stefan Hultman        | Stall Carall              | Jag de Bellouet    | Alesi OM           | 1'10"7 |
| 2003  | Hilda Zonett       | F.6  | Suède      | Spotlite Lobell  | D. Locqueneux        | Robert Bergh          | Stall Zonett              | Abano AS           | Général du Pommeau | 1'12"  |
| 2002  | Fan Idole          | F.9  | France     | Le Ham           | R-W. Denéchère       | R-W. Denéchère        | Roland Ménard             | Général du Pommeau | Jackhammer         | 1'13"  |
| 2001  | Gobernador         | M.7  | France     | Buvetier d'Aunou | D. Locqueneux        | P.-D. Allaire         | Ec. des Charmes           | Giant Cat          | Fan Idole          | 1'12"2 |
| 2000  | Giant Cat          | M.6  | France     | Quito de Talonay | Nicolas Roussel      | Nicolas Roussel       | M.-C. Bessière            | Remington Crown    | Moni Maker         | 1'13"1 |
| 1999  | Moni Maker         | F.6  | États-Unis | Speedy Crown     | J-M. Bazire          | Jimmy Takter          | Écurie Week-End           | Défi d'Aunou       | General November   | 1'13"  |
| 1998  | Balou Boy          | M.9  | France     | Moscantido       | Yves Dreux           | Yves Dreux            | Yves Dreux                | Moni Maker         | Défi d'Aunou       | 1'13"6 |
| 1997  | Lovely Godiva      | F.7  | Suède      | Idéal du Gazeau  | P.-O. Pettersson     | P.-O. Pettersson      | Team Cocoloco             | Défi d'Aunou       | Abo Volo           | 1'13"1 |
| 1996  | Coktail Jet        | M.6  | France     | Quouky Williams  | J.-É. Dubois         | J.-É. Dubois          | Daniel Wildenstein        | Arnaqueur          | Wesgate Crown      | 1'13"5 |
| 1995  | Queen L            | F.9  | Suède      | Crowntron        | S.-H. Johansson      | S.-H. Johansson       | Écurie Ringen             | Vourasie           | Promising Catch    | 1'13"4 |
| 1994  | Vourasie           | F.7  | France     | Fakir du Vivier  | Bernard Oger         | L. Verroken           | Raoul Ostheimer           | Bahama             | Uno Atout          | 1'12"5 |
| 1993  | Sea Cove           | M.7  | Canada     | Bonefish         | Jos Verbeeck         | Haral Grendel         | Écurie Cicero             | Autour d'Aunou     | Ursulo de Crouay   | 1'13"4 |
| 1992  | Atas Fighter L     | M.7  | Suède      | Quick Pay        | T. Jansson           | T. Jansson            | Écurie Travhäst           | Ultra Ducal        | Vasquez            | 1'14"3 |
| 1991  | Ultra Ducal        | M.5  | France     | Buffet II        | Paul Viel            | Paul Viel             | Paul Viel                 | Rêve d'Udon        | Ténor de Baune     | 1'14"2 |
| 1990  | Pussy Cat          | F.9  | France     | Firstly          | Jean Raffin          | Jean Raffin           | Mme Bessière              | Piper Cub          | Beseiged           | 1'14"3 |
| 1989  | Poroto             | M.8  | France     | Esquirol         | Louis Boulard        | Louis Boulard         | A. Ostyn                  | Potin d'Amour      | Hollyhurst         | 1'14"3 |
| 1988  | Ourasi             | M.8  | France     | Greyhound        | J.-R. Gougeon        | J.-R. Gougeon         | Raoul Ostheimer           | Permissionnaire    | Prince Royal       | 1'13"9 |
| 1987  | Ourasi             | M.7  | France     | Greyhound        | J.-R. Gougeon        | J.-R. Gougeon         | Raoul Ostheimer           | Ogorek             | Prince Royal       | 1'14"  |
| 1986  | Ourasi             | M.6  | France     | Greyhound        | J.-R. Gougeon        | J.-R. Gougeon         | Raoul Ostheimer           | Mon Tourbillon     | Néric Barbés       | 1'15"9 |
| 1985  | Mon Tourbillon     | M.7  | France     | Amyot            | Jean-Pierre Viel     | Jean-Pierre Viel      | Albert Viel               | Major de Brion     | Néric Barbés       | 1'14"7 |
| 1984  | Lurabo             | M.7  | France     | Ura              | M.-M. Gougeon        | J.-L. Peupion         | M.Macheret                | Minou du Donjon    | Mon Tourbillon     | 1'13"7 |
| 1983  | Mon Tourbillon     | M.5  | France     | Amyot            | Jean-Pierre Viel     | Jean-Pierre Viel      | Albert Viel               | Lançon             | Ianthin            | 1'17"  |
| 1982  | Hymour             | M.9  | France     | Nonant le Pin    | J-P. Dubois          | J-P. Dubois           | J-P. Dubois               | Idéal du Gazeau    | Jarnibleu          | 1'15"3 |
| 1981  | Classical Way      | F.5  | États-Unis | Speedy Scot      | J. Simpson Jr        | J. Simpson Jr         | C. Gaines                 | Istraeki           | Idéal du Gazeau    | 1'14"2 |
| 1980  | Éléazar            | M.10 | France     | Kerjacques       | L. Verroken          | L. Verroken           | Alec Weisweiller          | Gadamès            | Hadol du Vivier    | 1'16"3 |
| 1979  | Hadol du Vivier    | M.6  | France     | Mitsouko         | J.-R. Gougeon        | H.-L. Lévesque        | Henri Lévesque            | Gamélia            | Grande Frances     | 1'17"3 |
| 1978  | Éléazar            | M.8  | France     | Kerjacques       | L. Verroken          | L. Verroken           | Alec Weisweiller          | Gars de Fontaine   | Fakir du Vivier    | 1'16"1 |
| 1977  | Éléazar            | M.7  | France     | Kerjacques       | L. Verroken          | L. Verroken           | Alec Weisweiller          | Dimitria           | Catharina          | 1'16"8 |
| 1976  | Bellino II         | M.9  | France     | Boum III         | J.-R. Gougeon        | M. Macheret           | M. Macheret               | Clissa             | Espoir de Sée      | 1'15"9 |
| 1975  | Axius              | M.9  | France     | Le Postillon     | Gérard Mascle        | Gérard Mascle         | H Desmontils              | Clissa             | Dimitria           | 1'18"1 |
| 1974  | Axius              | M.8  | France     | Le Postillon     | Gérard Mascle        | Gérard Mascle         | H Desmontils              | Casdar             | Catharina          | 1'18"4 |
| 1973  | Tony M             | M.10 | France     | Horus L          | L. Verroken          | L. Verroken           | P Delamorinière           | Une de Mai         | Bill D             | 1'20"  |
| 1972  | Une de Mai         | F.8  | France     | Kerjacques       | J-R Gougeon          | J-R Gougeon           | P de Montesson            | Tony M             | Volnay II          | 1'17"6 |
| 1971  | Vanina B           | F.6  | France     | Carioca II       | Jean Riaud           | B Billard             | B Billard                 | Tony M             | Toscan             | 1'17"6 |
| 1970  | Tidalium Pelo      | M.7  | France     | Jidalium         | Jean Mary            | R Lemarié             | R Lemarié                 | Une de Mai         | Snow speed         | 1'18"2 |
| 1969  | Tidalium Pelo      | M.6  | France     | Jidalium         | Jean Mary            | R Lemarié             | R Lemarié                 | Une de Mai         | Roquépine          | 1'17"8 |
| 1968  | Quérido II         | M.8  | France     | Fandango         | R. Baudron           | G. Dreux              | G. Dreux                  | Short Stop         | SoleMio B          | 1'18"3 |
| 1967  | Quérido II         | M.7  | France     | Fandango         | R. Baudron           | G. Dreux              | G. Dreux                  | Roquépine          | Quarina            | 1'18"7 |
| 1966  | Elma               | F.6  | États-Unis | Hickory Smoke    | J. Frömming          | J. Chyriacos          | Mme Sheppard              | Apex Hanover       | Oscar RL           | 1'18"1 |
| 1965  | Elaine Rodney      | F.8  | États-Unis | Rodney           | G. Krüger            | G. Krüger             | Éc. Santipasta            | Elma               | Oscar RL           | 1'18"4 |
| 1964  | Elaine Rodney      | F.7  | États-Unis | Rodney           | G. Krüger            | G. Krüger             | Éc. Santipasta            | Ohé St Urbain      | Brogue Hanover     | 1'18"8 |
| 1963  | Great Lullwater    | M.8  | États-Unis | Rodney           | R. Vercruysse        | D. Miller             |                           | Narold M           | Olten L            | 1'18"  |
| 1962  | Masina             | F.6  | France     | Quinio           | F. Brohier           | H. Levesque           | H. Levesque               | Quick Song         | Brogue Hanover     | 1'19"8 |
| 1961  | Iskander F         | M.9  | Allemagne  | Urzy             | W. Heitmann (de)     | W. Heitmann           | Éc. Kurier                | Kracovie           | Jocrisse           | 1'20"4 |
| 1960  | Jamin              | M.7  | France     | Abner            | Jean Riaud           | F. Riaud              | Mme Camille Olry-Roederer | Jariolain          | Iskander F         | 1'19"8 |
| 1959  | Jamin              | M.6  | France     | Abner            | Jean Riaud           | F. Riaud              | Mme Camille Olry-Roederer | Icare IV           | Infante II         | 1'19"3 |
| 1958  | Jamin              | M.5  | France     | Abner            | Jean Riaud           | F. Riaud              | Mme Camille Olry-Roederer | Infante II         | Smaragd            | 1'18"1 |
| 1957  | Gélinotte          | F.7  | France     | Kairos           | Charlie Mills        | Charley Mills         | Mme S. Karle              | Emden              | Smaragd            | 1'18"5 |
| 1956  | Gélinotte          | F.6  | France     | Kairos           | Charlie Mills        | Charley Mills         | Mme S. Karle              | Hatik              | Cancannière        | 1'19"2 |

## Victoires
Chevaux (deux victoires et plus) :
Trois victoires
- Jamin : 1958, 1959, 1960
- Éléazar : 1977, 1978, 1980
- Ourasi : 1986, 1987, 1988

Deux victoires
- Gélinotte : 1956, 1957
- Elaine Rodney : 1964, 1965
- Quérido II : 1967, 1968
- Tidalium Pelo : 1969, 1970
- Axius : 1974, 1975
- Mon Tourbillon : 1983, 1985
- Naglo : 2004, 2005
- Meaulnes du Corta : 2009, 2010
- Bold Eagle : 2016, 2017

Drivers (trois victoires et plus) :
- Jean-René Gougeon - France : 6
- Franck Nivard - France : 6
- Jean-Michel Bazire - France : 4
- Leopold Verroken  - France : 4
- Jean Riaud - France : 3
- Björn Goop - Suède : 3